# Верховний суд штату Каліфорнія
Верховний суд штату Каліфорнія — верховний суд штату Каліфорнія, США. Засідає в Будівлі Ерла Воррена в місті Сан-Франциско, яка розташовується на одній площі із будівлею мерії Сан-Франциско. Засідання також проводяться в Сакраменто та Лос-Анджелесі. Рішення Верховного суду штату Каліфорнія мають виконуватись всіма іншими судами штату Каліфорнія.

## Склад
За оригінальною Конституцією штату Каліфорнія 1849 року, у верховному суді був Верховний суддя і два його помічники. Суд був збільшений до п'яти суддів в 1862 році. Відповідно до поточної конституції 1879 року, суд був збільшений до поточних Верховного судді і шести його суддів-помічників, тобто зараз Верховний суд складається із семи членів. Суддів призначає Губернатор штату Каліфорнія, а поновлення їх термінів відбувається через вибори.
Відповідно до конституції штату, щоб мати змогу потрапити на розгляд кандидатур у судді Верховного суду, як і судді будь-якого іншого суду в штаті, особа має бути адвокатом допущеним до практики в Каліфорнії або пропрацювати в будь-якому іншому суді штату протягом 10 років до призначення.
Щоб заповнити вакантну посаду, Губернатор спочатку має направити ім'я кандидата до Комісії з оцінки кандидатів у судді Колегії адвокатів штату Каліфорнія, яка готує і повертає ретельний і конфіденційний звіт про оцінювання кандидата. Далі, Губернатор офіційно номінує кандидата, який після цього має бути оцінений Комісією із судівських призначень, яка складається із Головного судді Верховного суду штату Каліфорнія, Генерального прокурора штату Каліфорнія та головуючого судді Апеляційного суду штату Каліфорнія. Комісія проводить публічне слухання і якщо вона залишається вдоволеною рівнем кваліфікації кандидата, то підтверджує номінування. Номінант може одразу же обійняти вакантну посаду або замінити на посаді суддю коли в того закінчиться термін. Судді призначаються на терміни в 12 років, по закінченню терміну суддя має через загальнокаліфорнійські вибори щоб залишитись на посаді. Якщо більшість каже "ні", посада стає вакантною і має бути заповнена Губернатором.
Виборці лише іноді використовують своє право не продовжувати терміни суддям Верховного суду. Наприклад, Верховна суддя Роуз Бьорд та судді-помічники Круз Рейносо та Джозеф Гродін рішуче протистояли смертній карі і тому не були переобрані на виборах 1968 року.

## Структура та повноваження
Між 1879 та 1966 роками Верховний суд був поділений на дві судові панелі, по троє суддів в кожній. Верховний суддя рівномірно розподіляв справи між двома панелями, а також вирішував які справи будуть розглядатися Верховним судом у повному складі. Після конституційної поправки в 1966 році Верховний суд розглядає всі справи у повному складі. Коли в суді є вакантне місце або коли суддя самоусувається від розгляду певної справи, Верховний суддя залучає суддів апеляційних судів Каліфорнії до розгляду справ.
Верховний суд має юрисдикцію над всіма справами, які розглядались апеляційними судами штату Каліфорнія. Ці апеляційні суди були створені завдяки поправці до конституції в 1904 році, щоб знизити навантаження на Верховний суд і щоб він міг не займатися абсурдними позовами, а розглядати справи які порушували серйозні юридичні питання. Щотижня суд розглядає від 150 до 300 справ.
Верховний суд здійснює нагляд за судами нижчими по ієрархії (включаючи верховні суди округів Каліфорнії) через Судову раду Каліфорнії, а також здійснює нагляд за адвокатською діяльністю в штаті через Колегію адвокатів Каліфорнії. Всі прийняття чи виключення адвокатів із Колегії здійснюються Верховним судом за рекомендаціями Колегії. Колегія адвокатів Каліфорнії є найбільшою в США і налічує 210 000 членів, з яких 160 000 здійснюють практику.
Оскільки в штаті Каліфорнія знаходяться Кремнієва долина та Голівуд, Верховний суд штату Каліфорнія часто розглядає справи пов'язані з передовими комп'ютерними технологіями та кіноіндустрією.

## Порядок роботи
Коли справу беруть до розгляду, Верховний суддя призначає її комусь із суддів, який після того, як сторони завершать викладення своїх юридичних позицій, готує чернетку своєї позиції. Кожен інший суддя готує попередню відповідь на чернетку позиції судді, який вивчав справу. Якщо інші судді не поділяють позицію судді, який вивчав справу, то він може попросити Верховного суддю призначити цю справу комусь іншому. Після цього, суд заслуховує усні аргументи, і одразу після цього, у присутності лише суддів Верховного суду, голосує за рішення. Конституція штату Каліфорнія вимагає затримання виплати заробітних плат суддям, якщо вони не виносять рішення за 90 днів. Верховний суд виносить одноголосні рішення в 77% випадків, у порівнянні з 43% у Верховного суду США. Верховний суд Каліфорнії є одним із небагатьох судів у США, чиї рішення на постійній основі публікуються у вісниках.